# Андреев, Константин Алексеевич
Константи́н Алексе́евич Андре́ев (1848, Москва — 1921, близ Севастополя) — русский математик, заслуженный профессор и декан физико-математического факультета Московского университета, член-корреспондент Академии наук.
Основные труды Константина Андреева относят к проективной геометрии и математическому анализу. Автор историко-биографических очерков и учебников по геометрии.

## Краткая биография
Из мещан. В детстве после травмы глаза частично лишился зрения. В 1860 году был отдан в 1-й класс 3-й московской гимназии, которую окончил (1867) с золотой медалью. С 14-летнего возраста, одновременно с собственным учением, занимался педагогической деятельностью, в качестве репетитора и домашнего учителя.
Поступил на математическое отделение физико-математического факультета Московского университета (1867). Первый научный труд, написанный в 1870 году на тему, предложенную факультетом — «О таблицах смертности», был отмечен золотой медалью. Окончил Московский университет (1871) со степенью кандидата и был оставлен на два года при факультете для приготовления к профессорскому званию.
Был приглашён читать общий курс аналитической геометрии в Харьковском университете (1873), где работал до 1898 года. Защитил в Харьковском университете магистерскую диссертацию «О геометрическом образовании плоских кривых» (1875). Был избран действительным членом Московского математического общества (1875). Находился в научной командировке за границей (1877—1878), где изучал преподавание математики в университетах Берлина, Гейдельберга, Парижа.
В феврале 1879 года в Московском университете состоялась защита докторской диссертации «Построение плоских кривых по достаточному числу точек методом многозначных соответствий», после чего Андреев был избран на должность экстраординарного (с 1885 — ординарного) профессора чистой математики Харьковского университета.
К. А. Андреев является одним из основателей Харьковского математического общества (1879) и его председателем (1884—1899).
В 1884 году К. А. Андреев становится членом-корреспондентом Академии наук (c 1 декабря 1884 года).
В 1898 году по решению министра народного просвещения Андреев был переведён на должность ординарного профессора на кафедру чистой математики физико-математического факультета Московского университета, в том же году получил звание заслуженного профессора. Декан физико-математического факультета ИМУ (1905—1911). Член профессорского дисциплинарного суда (с 1902). Был председателем Педагогического общества.
Директор Александровского коммерческого училища (1898—1907). Некоторое время преподавал в Императорском Московском техническом училище (с 1899). Директор Николаевского женского коммерческого училища (1904—1908).
В 1913 году после лечения за границей он вновь стал читать лекции в Московском университете. Во время Гражданской войны уехал в Крым (1917), где и скончался.

## Семья
Дочь ― Вера Андреева-Шилейко (1888, Москва ― 1974, Москва) ― искусствовед, специалист по живописи раннего Возрождения, жена востоковеда В. К. Шилейко.
Внук ― Алексей Вольдемарович Шилейко (30 сентября 1927 — 28 января 2005), доктор технических наук, профессор, завкафедрой электроники в МИИТе.

### Научные труды
- О таблицах смертности. Опыт теоретического исследования о законах смертности и составления таблиц смертности для России. — Москва, 1871. (Известия Московского Университета).
- Вывод одного общего свойства многосторонников. — Москва, 1873. (Математический Сборник, т. 6).
- О геометрическом образовании плоских кривых. — Харьков, 1875. (Известия Харьковского Университета).
- О геометрических соответствиях в применении к вопросу о построении кривых линий. — Москва, 1879. (Математический Сборник, т. 9).
  - Изд. 2-е. - Москва: URSS, cop. 2015. — 166 с. — ISBN 978-5-9710-2545-0. — (Физико-математическое наследие: математика (геометрия)).
- О построении поляр относительно плоских кривых линий. — Харьков, 1880. (Сообщения Харьковского Математического Общества, 1 серия, вып. 1).
- Об изложении начал проективной геометрии. — Харьков, 1881. (Сообщения Харьковского Математического Общества, 1 серия, 1880 г., вып. 2).
- Несколько слов по поводу теорем П. Л. Чебышева и В. Г. Имшенецкого об определённых интегралах от произведения функций. — Харьков, 1883. (Сообщения Харьковского Математического Общества, 1 серия, 1882 г., вып. 2).
- Некоторые обобщения в вопросе о разложении определённого интеграла по формуле, предложенной П. Л. Чебышевым. — Харьков, 1883. (Сообщения Харьковского Математического Общества, 1 серия, 1883 г., вып. 1).
- О многоугольниках Понселе. — Харьков, 1885. (Сообщения Харьковского Математического Общества, 1 серия, 1884 г., вып. 2).
- О разложении в ряд функции по функциям подобным функциям Лежандра. — С.-Петербург, 1885. (Записки Академии Наук).
- Семиугольники Шретера. — Харьков, 1889. (Сообщения Харьковского Математического Общества, 2 серия, т. 1).
- К вопросу о конфигурациях. — Харьков, 1891. (Сообщения Харьковского Математического Общества, 2 серия, т. 2).
- Гомоциклическое изображение сферы на плоскость. — Харьков, 1893. (Сообщения Харьковского Математического Общества, 2 серия, т. 3).
- Комментарий к статье академика Имшенецкого о разыскании рациональных решений нелинейных дифференциальных уравнений. — Харьков, 1894, (Сообщения Харьковского Математического Общества, 2 серия, т. 4).
- О разыскании рациональных частных интегралов линейных дифференциальных уравнений при помощи интегрирующего множителя. — Харьков, 1895. (Сообщения Харьковского Математического Общества, 2 серия, т. 4).

См. также
- Андреев К. А. Избранные работы / Вступ. статья и примеч. Д. З. Гордевского; [Харьк. гос. ун-т им. А. М. Горького. 1805—1955]. — Харьков: Изд-во Харьк. гос. ун-та, 1955. — 92 с., 1 л. портр.: черт.

К. А. Андреевым были написаны некрологические очерки о В. Я. Буняковском, Мишеле Шале, а также биографические очерки о В. И. Имшенецком, В. Я. Цингере.